# Zapalička největší
Zapalička největší (Tordylium maximum) je dvouletá, téměř tří čtvrtě metru vysoká bylina kvetoucí v průběhu léta drobnými, bílými květy sestavenými do okolíků. Tato bylina typicky "mrkvovitého" vzhledu je jediným druhem z nevelkého rodu zapalička, který v české krajině roste. Je bez valného ekonomického významu a navíc je poměrně vzácná. V ČR se vyskytuje jen ojediněle a je v považována za rostlinu ohroženou vyhynutím.

## Výskyt
Druh je rozšířený zejména v Evropě, nejvíce v oblasti Mediteránu a jeho severní hranice areálu vede mj. jižní Moravou a Slovenskem. Směrem na východ areál dále sahá přes Rusko a Turecko až do oblastí Kavkazu a do Střední Asie.
V České republice je původním druhem pouze na jihu Moravy, kde se roztroušeně vyskytuje v oblastech okolo dolního toku Dyje a Pavlovských vrchů. Ojedinělé nálezy zapaličky největší ve středních a východních Čechách jsou následek druhotného zavlečení.

## Ekologie
Je považována za rostlinu dvouletou a hemikryptofyt, ojediněle však vyklíčí brzy na jaře a za příznivých klimatických i půdních podmínek dokáže tentýž rok vyrůst,vytvořit semena a jako monokarpická rostlina i zahynout.
Vyskytuje se nejčastěji na plochách s nezapojenou vegetací a v místech, kde je půda mělká, suchá, vápnitá a přitom na živiny bohatá. Objevuje se na dobře osvětlených kamenitých a křovinatých stráních, mezích mezi polí, ve vinicích i podél lučních a lesních cest. Ploidie druhu je 2n = 20.

## Popis
Dvouletá, jasně zelená bylina s přímou, štětinatě chlupatou lodyhou vysokou 50 až 100 cm vyrůstající z vřetenovitého, do široka větveného kořene. Dutá, hranaté, hluboce rýhovaná, v horní polovině bohatě větvená lodyha je porostlá řapíkatými, vejčitými, jednoduše zpeřenými listy mívající dvě až čtyři jařma vejčitých, hrubě pilovitých lístků.
Na koncích lodyh vyrůstají drobné, bílé květy sestavené do květenství složených okolíků tvořených pěti až patnácti okolíčky, četné listeny jejich obalů i obalíčků jsou úzké a kopinaté. Pětičetné květy jsou převážně oboupohlavné a jen vtroušeně mezi nimi rostou květy samčí. Kališní lístky jsou kopinaté a korunní obsrdčité, hluboce dvoudílné, uvnitř bílé a vně slabě narůžovělé. Jeden až dva okrajové květy v okolíčku mívají okvětní lístky nápadně asymetricky zvětšené. Květy rozkvétají nejčastěji v červnu nebo červenci a bývají opylovány hmyzem přilétajícím za nektarem.
Plody jsou dvounažky složené ze dvou, asi 6 mm dlouhých, elipsovitých, hnědozelených, jednosemenných plůdků s křídlatým lemem usnadňující anemochorii.

## Ohrožení
Zapalička největší roste v České republice na severní hranici rozšíření druhu a nebyla zde příliš hojná ani v minulosti. Na ochranu před jejím úplným vyhynutím je ve "Vyhlášce MŽP ČR č. 395/1992 Sb. ve znění vyhl. č. 175/2006 Sb." a také v "Červeném seznamu cévnatých rostlin České republiky" z roku 2012 zařazena mezi kriticky ohrožené druhy (§1, C1t).